# Roald Amundsen på Sydpolen
Roald Amundsen på Sydpolen är en norsk kortfilm från 1913. Filmen är gjord av Sverre Halvorsen och tecknad med krita och tavla. Filmen är en presentation av Roald Amundsens sydpolsexpedition 1910–1912.